# Gymnasium Strasburg in Westpreußen
Das Königliche Gymnasium (bis 1879 Königliches Simultan-Gymnasium) war eine Schule in Strasburg in Westpreußen (Brodnica) von 1873 bis 1919. Sie wurde danach als polnisches Staatliches Gymnasium weitergeführt.

## Geschichte

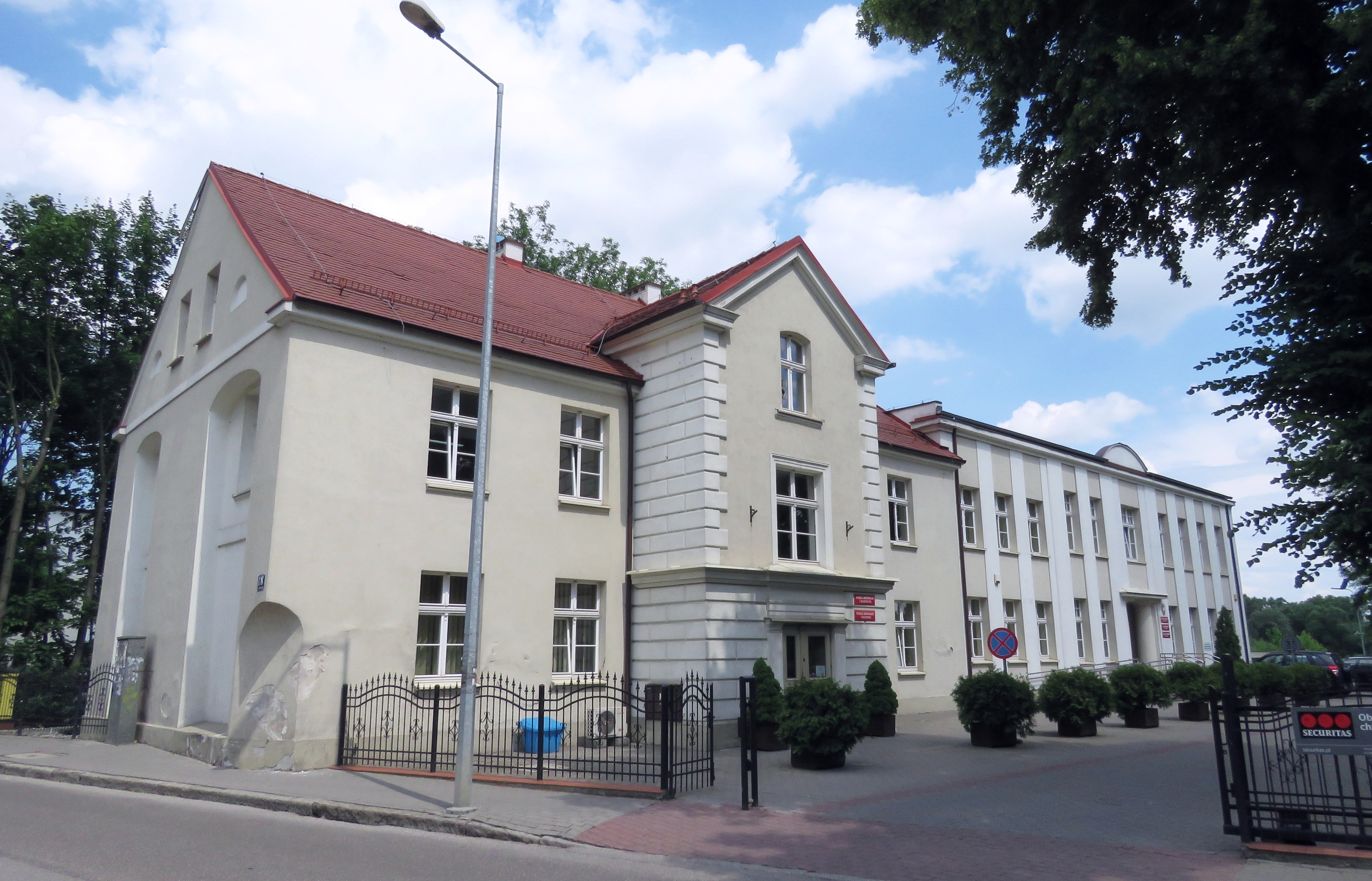
Gebäude von 1873 bis 1887

1873 wurde das Königliche Simultan-Gymnasium in Strasburg eröffnet, nach jahrzehntelangen Bemühungen der Stadt . Es war für die preußischen Kreise Strasburg und Löbau zuständig. Das erste Gebäude befand sich in der heutigen ul. Kamionka 18. 1879 wurde es in Königliches Gymnasium zu Strasburg in Westpreußen umbenannt. 1887 erfolgte ein Umzug in die heutige ul. Mazurska 28.

## Strukturen
Im ersten Schuljahr 1873/74 gab es 120 Schüler, 1875/76 185 und 1900/01 200. In den Anfangsjahren waren die meisten Gymnasiasten deutsch, einige jüdisch und polnisch. Anfang des 20. Jahrhunderts war etwa die Hälfte polnischer Herkunft. Die Kinder stammten meist aus begüterten Familien von Gutsbesitzern, Kaufleuten, reichen Bürgern oder Staatsbeamten. Es war ein Schulgeld in Höhe von 90 bis 120 Mark pro Jahr zu entrichten, was den Zugang für Kinder aus einfachen Familien schwer machte. Dies war auch ein Grund für die verhältnismäßig geringen Anteil polnischer Schüler in einem Gebiet, das überwiegend von polnischer Bevölkerung bewohnt war. 
Es gab insgesamt neun Jabrgänge und ein Vorbereitungsjahr. Das Eintrittsalter der Jungen war 9 oder 10 Jahre, für die Vorbereitungsklasse ein Jahr früher. Das Abitur konnte mit 18 oder 19 Jahren abgelegt werden, in der Regel waren die Absolventen aber ein Jahr älter, wenn sie ein Jahr wiederholen mussten. Nur 432 Gymnasiasten schafften einen erfolgreichen Abschluss.
Der Anspruch der Schule war simultan, das heißt, katholische, evangelische und jüdische Schüler sollten gleichberechtigt sein.
Die Unterrichtssprache war deutsch. Neben den normalen Gymnasialfächern gab es fakultativen Unterricht in englischer, hebräischer und polnischer Sprache. Polnische Schüler fühlten sich einem starken Germanisierungsdruck ausgesetzt, der die deutsche Kultur und Geschichte sehr betonte. Es gab polnische nationalistische Schüleruntergrundbewegungen, z. B. der Philomaten. Nach deren Entdeckung wurde 1901 der polnische Unterricht durch die preußischen Behörden verboten.
In den Jahren bis 1919 gab es insgesamt 120 Lehrer, von denen lediglich 4 Polen und 3 Juden waren.

## Weitere Entwicklung

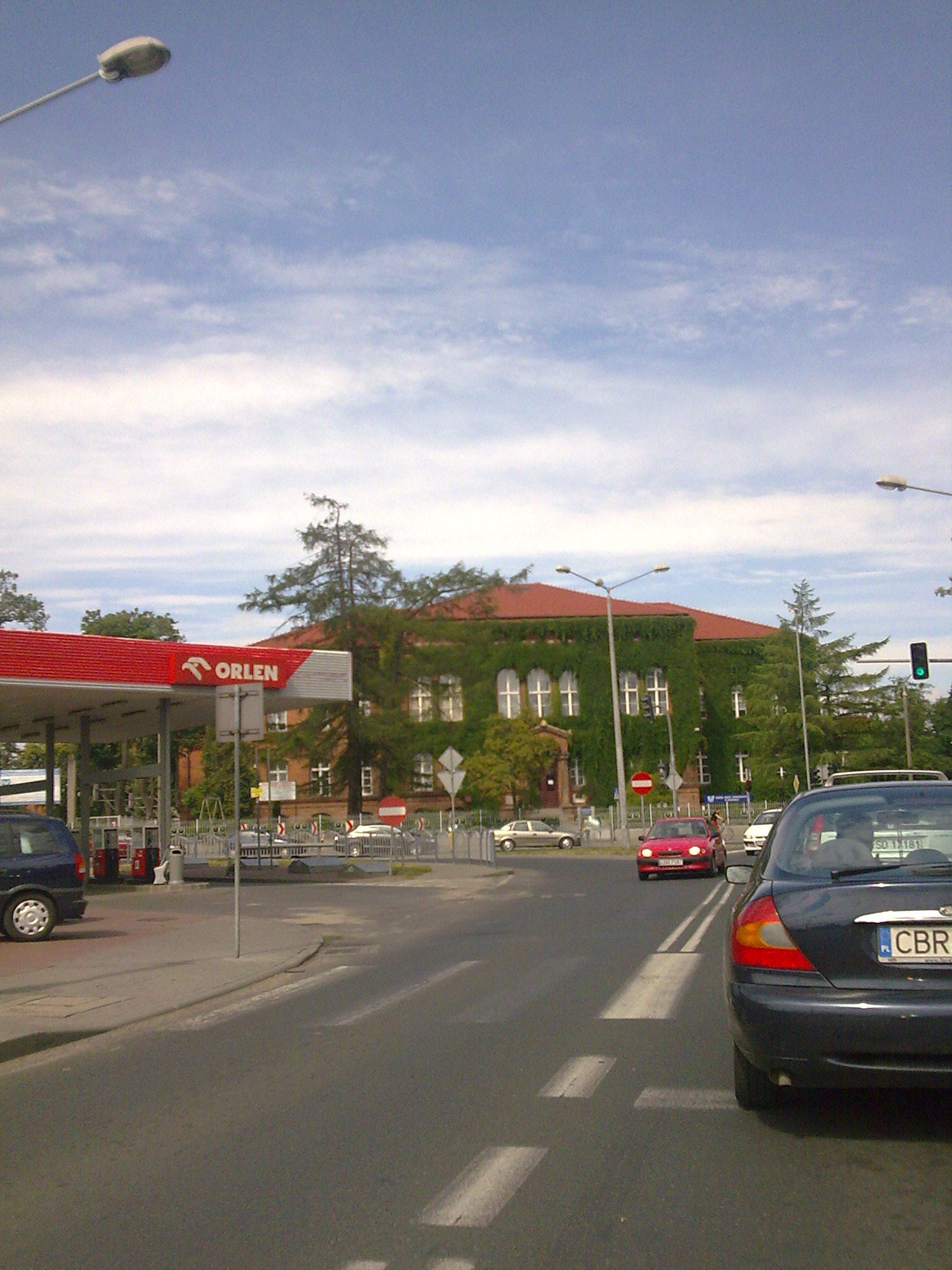
Gebäude von 1887 in der ul. Mazurska

1920 wurde die Schule unter polnische Verwaltung gestellt und in Staatliches Gymnasium umbenannt.
Auch nach 1945 wurde das Gymnasium weitergeführt. 1968 erfolgte ein Umzug in die ulica Lidzbarska 14. Der heutige Bezeichnung ist I Liceum Ogólnokształcące im. Filomatów Ziemi Michałowskiej.
In dem ursprünglichen Gebäude von 1873 in der ul. Kamionka 18 befindet sich heute die Verwaltung (starostwo) des Powiat brodnicki. Im Gebäude von 1887 ist das Centrum Kształcenia Zawodowego i Ustawicznego mit verschiedenen Bildungseinrichtungen.

## Persönlichkeiten
Direktoren
- Hermann Eckard, 1873–1876
- Heinrich Kretschmann, 1876–1879
- Max Koenigsbeck, 1879–1886
- Wilhelm Alfred Scotland, 1886–1902
- Richard Gaede, 1902–1907
- Peter Marschall, 1907–1919

Lehrer
- Antoni Chudziński, Latein, Griechisch, Französisch, Polnisch 1879–1907

Schüler
- Franz Künzer (1864–1947), Zweiter Bürgermeister von Posen und Geschäftsführer des Deutschen Sparkassenverbandes
- Erich von dem Bach-Zelewski (1899–1972), SS-Obergruppenführer, General der Waffen-SS und der Polizei